# Тысячелетние часы

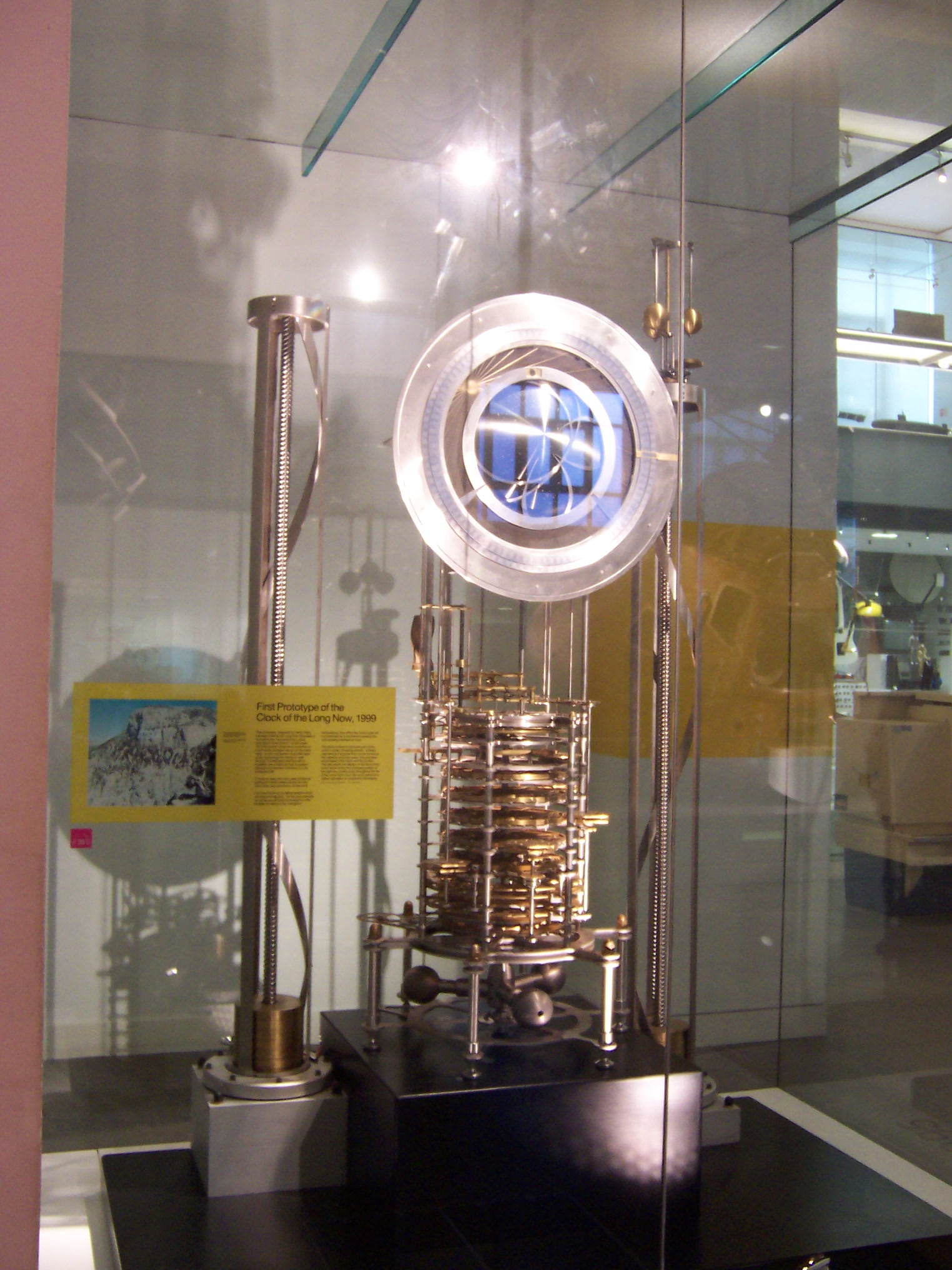
Первый прототип, выставленный в Музее науки в Лондоне

Тысячелетние часы — механические часы, рассчитанные на работу в течение 10 тысяч лет. Строятся фондом Long Now. Двухметровый прототип выставлен в Музее науки в Лондоне. Еще два прототипа выставлены в The Long Now Museum & Store в Fort Mason Center в Сан-Франциско.
Проект был задуман Дэнни Хиллисом в 1986 году. Первый прототип часов начал работать 31 декабря 1999 года, как раз вовремя, чтобы отобразить переход к 2000 году. В полночь в канун Нового года индикатор даты изменился с 01999 на 02000, а куранты пробили дважды.
Первый полноразмерный экземпляр часов стоимостью 42 миллиона долларов строится в Техасе на участке, принадлежащем Джеффу Безосу и финансируется компанией Bezos Expeditions.

## Цель
По словам Стюарта Бранда, члена учредительного совета фонда: «Такие часы, если они будут впечатляющими и хорошо спроектированными, будут олицетворять глубину времени для людей. Они должны быть харизматичными, интересными для размышлений и достаточно известными, чтобы стать культовыми в общественном дискурсе. В идеале, для размышлений о времени это было бы то же самое, что фотографии Земли из космоса сделали для размышлений об окружающей среде. Такие символы позволяют людям переоценить образ мышления».

## Дизайн
Я хочу построить часы, которые тикают раз в год. Столетняя стрелка шагает вперед раз в сто лет, и куранты отбивают тысячелетие. Я хочу, чтобы куранты били каждое тысячелетие в течение следующих 10 000 лет. Если я потороплюсь, я закончу часы вовремя, чтобы увидеть, как куранты срабатывают в первый раз.

— Danny Hillis, «The Millennium Clock», Wired Scenarios, 1995
Основные принципы проектирования и требования к часам:
1. Долговечность: часы должны быть точными даже спустя 10 000 лет и не должны содержать ценных деталей (таких как драгоценные камни, дорогие металлы или специальные сплавы), которые могут быть украдены.
2. Ремонтопригодность: будущие поколения должны иметь возможность поддерживать часы в рабочем состоянии, если это необходимо, не используя ничего более продвинутого, чем инструменты и материалы бронзового века.
3. Открытость: часы должны быть понятны без их остановки или разборки; никакие функции не должны быть скрытыми.
4. Модернизируемость: должна быть возможность улучшать часы с течением времени.
5. Масштабируемость: чтобы гарантировать, что окончательные большие часы будут работать должным образом, необходимо создать и протестировать прототипы меньшего размера.

Вопрос о том, будут ли часы на самом деле получать постоянный уход и обслуживание в течение такого длительного времени, является спорным. Хиллис выбрал цель в 10 000 лет, чтобы быть в пределах реалистичности. Существуют археологические находки, такие как фрагменты горшков и корзин, возраст которых составляет 10 000 лет, поэтому есть некоторый прецедент того, что человеческие изделия сохранились так долго, хотя за очень немногими из них постоянно ухаживали более нескольких столетий.

### Варианты источника энергии
Было рассмотрено много вариантов источника энергии часов, но большинство из них были отклонены из-за их неспособности соответствовать требованиям. Например, атомная и солнечная энергия нарушат принципы открытости и долговечности. В конце концов, Хиллис решил использовать регулярный ручной подзавод конструкции с падающим грузом, так как конструкция часов уже предполагает регулярное обслуживание человеком.
Однако часы сконструированы так, чтобы отсчитывать время, даже когда их не заводят: «Если в течение длительного времени никто не обращает на них внимания, часы используют энергию, полученную при изменении суточной температуры на вершине горы».

### Варианты синхронизации
Механизм синхронизации для таких долговечных часов должен быть прочным, надёжным и точным. Варианты, рассмотренные, но отклоненные в качестве синхронизатора:

#### Варианты самосинхронизации
Большинство из этих методов неточны (часы будут медленно уходить от правильного времени), но надежны (то есть, не остановятся). Другие методы точны, но не очевидны (показания часов трудно понять).
- гравитационный маятник (неточный в долгосрочной перспективе и использует много тактов, что приводит к износу)
- торсионный маятник (меньше ходов, но менее точный)
- балансир (точность ниже, чем у маятника)
- расход воды (неточный)
- поток твердого вещества (неточно)
- износ и коррозия (очень неточно)
- катящиеся шары (очень неточно)
- диффузия (неточно)
- камертон (неточно)
- перепад давления (неточно)
- инерционный регулятор (неточно)
- атомный генератор (непрозрачный, сложный в обслуживании)
- пьезоэлектрический кварцевый генератор (непрозрачный, сложный в обслуживании)
- атомный распад (непрозрачный, трудно поддается точному измерению)

#### Варианты внешней синхронизации
Многие из этих методов точны (некоторые внешние циклы очень равномерны на протяжении огромных промежутков времени), но ненадежны (часы могут полностью перестать работать, если им не удастся должным образом отследить внешнее событие). С применением других есть определённые трудности.
- суточное изменение температуры (ненадежно)
- сезонное изменение температуры (неточно)
- приливные силы (трудно измерить)
- инерциальная система вращающейся Земли (трудно измерить)
- калибровка по положению звёзд (ненадежно из-за погоды)
- калибровка по положению солнца (ненадежно из-за погоды)
- движение тектонических плит (трудно предсказать и измерить)
- космическая динамика (трудно масштабировать)

Хиллис пришел к выводу, что ни один источник синхронизации не соответствует требованиям. В качестве компромисса часы будут использовать точный, но ненадежный таймер для настройки неточного, но надежного таймера, создавая цикл фазовой автоподстройки частоты.
В текущей конструкции медленный механический генератор, основанный на торсионном маятнике, отсчитывает время неточно, но надежно. В полдень солнечный свет, который является точным, но (из-за погоды) ненадежным, концентрируется и нагревает сегмент металла через линзу. Металлические пряжки и усилие прогиба переводят часы на полдень. Комбинация может, в принципе, обеспечить как надежность, так и долговременную точность.

### Отображение времени и даты
Многие современные единицы отсчёта времени (часы и календарные даты), могут не соответствовать принятым через 10 000 лет. Тем не менее, каждая человеческая культура считает дни, месяцы (в той или иной форме) и годы, все из которых основаны на лунных и солнечных циклах. Существуют также более длительные естественные циклы, такие как 25 765-летняя прецессия земной оси. С другой стороны, часы — это продукт нашего времени, и кажется логичным воздать должное нашим нынешним системам измерения. В конце концов, лучше всего отображать как природные циклы, так и некоторые из текущих культурных циклов.
В центре часов будет показано звездное поле, указывающее звёздные сутки и положение знаков зодиака. Вокруг него дисплей, показывающий положение Солнца и Луны на небе, а также фазу и угол наклона Луны. Снаружи будет циферблат, выводящий год в соответствии с принятым григорианским календарём. Это будет пятизначный дисплей, показывающий текущий год в формате «02000» вместо привычного «2000» (чтобы избежать нехватки разрядности). Хиллис и Брэнд планируют мощность генератора только для отслеживания и измерения длительных временных интервалов; если посетители хотят увидеть текущее отображаемое время, им придется дополнительно подавать энергию вручную.

### Отсчёт времени
Рассматриваемые варианты преобразования источника колебаний (например, маятник) в отображаемые единицы (например, стрелки часов), включают электронику, гидравлику, пневмонику и механику.
Проблема с использованием обычной зубчатой передачи (которая была стандартным механизмом на протяжении последнего тысячелетия) заключается в том, что шестерни обязательно требуют определённого соотношения между источником колебаний (генератором) и дисплеем. Требуемая точность соотношения увеличивается с увеличением измеряемого временного промежутка. Например, для короткого периода времени может быть достаточно отсчета в 29,5 дней в лунном месяце, но за 10 000 лет число 29,5305882 является гораздо более верным выбором.
Достижение таких точных передаточных чисел с помощью шестеренок возможно, но затруднительно; аналогичным образом, точность и эффективность шестеренок со временем ухудшаются из-за износа. Вместо этого часы используют двоичную цифровую логику, реализованную механически в виде последовательности сложенных двоичных сумматоров (или, как их называет их изобретатель Хиллис, последовательных битовых сумматоров). По сути, логика преобразования представляет собой простой цифровой компьютер (точнее, цифровой дифференциальный анализатор), реализованный с помощью механических колес и рычагов вместо обычной электроники. Компьютер имеет 32 бита точности, каждый бит представлен механическим рычагом или штырем, который может находиться в одном из двух положений. Эта двоичная логика может отслеживать только прошедшее время, как секундомер; чтобы преобразовать прошедшее время в местное солнечное время (то есть время суток), кулачковый механизм убирает (или выдвигает) ползунок, который перемещает сумматоры.
Еще одним преимуществом цифрового компьютера перед зубчатой передачей является то, что он автоматически калибруется. Например, отношение суток к годам зависит от вращения Земли, которое замедляется с заметной, но плохо предсказуемой скоростью. Этого может быть достаточно, чтобы, например, сдвинуть фазу Луны на несколько дней за 10 000 лет. Цифровая схема позволяет регулировать коэффициент преобразования, не останавливая часы, если продолжительность дня изменяется.

### Расположение
Фонд «Long Now» приобрел вершину горы Вашингтон недалеко от Эли, штат Невада (Ely, Nevada), которая окружена национальным парком Грейт-Бейсин (Great Basin National Park), для постоянного размещения полноразмерных часов, когда они будут построены. Они будут размещены в нескольких комнатах (самые медленные механизмы видны первыми) в белых известняковых скалах, примерно на высоте 10 000 футов (3000 м) вверх по Змеиному хребту (Snake Range). Сухость, удаленность и отсутствие экономической ценности места должны защитить часы от коррозии, вандализма и разрушения. Хиллис выбрал этот район Невады отчасти потому, что здесь произрастает множество карликовых сосен, которым, как отмечает Фонд, почти 5000 лет. Часы будут почти полностью подземными, и после завершения строительства к ним можно будет добраться только пешком с востока.
Прежде чем построить общественные часы в Неваде, фонд строит полномасштабные часы аналогичной конструкции в горе недалеко от Ван Хорна, штат Техас (Van Horn, Texas). Пробное бурение для подземного строительства на этом участке было начато в 2009 году. Участок находится на территории, принадлежащей Amazon.com основатель Джефф Безос (Jeff Bezos), который также финансирует его строительство. Уроки, извлеченные при создании этих первых полномасштабных часов, будут использованы при окончательном проектировании часов в Неваде.

## Вдохновение и поддержка
Проект поддерживается Фондом Long Now, который также поддерживает ряд других долгосрочных проектов, в том числе проект Rosetta (для сохранения языков мира) и проект Long Bet.
Роман Нила Стивенсона 2008 года «Анафема» был частично вдохновлен его участием в проекте, в который он внес три страницы набросков и заметок. Фонд Long Now продает саундтрек к роману, прибыль от которого идет на реализацию проекта.
Музыкант Брайан Ино дал название Clock of the Long Now (и ввел термин «Long Now») в эссе; он сотрудничал с Хиллисом в написании музыки для the chimes для будущего прототипа.